# Tamalous
Tamalous est une agglomération chef lieu de commune de la wilaya de Skikda en Algérie.

## Géographie
La ville de Tamalous est située en zone montagneuse et boisée, à 50 km au sud-ouest de Skikda, au carrefour des nationales menant à Collo et Jijel.

## Administration
La commune regroupe les agglomérations secondaires de Aïn Tabia, Mira Saïd (Demnia) , Aïn Cheraïa et Bou Yaghile.
Tamalous est également siège de daïra.

## Économie
La région qui est essentiellement à vocation agricole est connue pour sa production de liège.

## Patrimoine
La région de Tamalous est une station mégalithique de par l'existence de plusieurs dolmens dans et dans les environs immédiats de la cité.

## Personnalités liées à la commune
- Ali El Kenz (1946), sociologue et écrivain